# Verdad o Reto: el musical
Verdad o Reto el musical fue un musical mexicano basado en las canciones populares en español de la década de los 90's. Escrito por Mauricio Galaz y Juan Carlos Bringas y dirigido por Mauricio Galaz. Es producido por OCESA Teatro, bajo la batuta de Morris Gilbert y Mejor Teatro. 
En 2015 se realizó un taller con una primera versión de la obra. 
Se estrenó el 9 de marzo de 2016 y celebró sus 100 representaciones en julio de 2016 teniendo a la cantante Fey como Madrina de Honor. Su producción es totalmente mexicana.
Se presentó en el "Teatro Banamex" de Plaza Zentrika, Santa Fe en la Ciudad de México.

## Trama
La trama gira en torno a 6 amigos, los cuales se reúnen en una casa de Acapulco, donde se reunieron la última vez todos, en un viaje de graduación; para la despedida de Chiquitere, quién se irá a vivir a China. Macarena, Pepe, Claudio, Alejandra, Angelo y Chiquitere se reunirán ahí no solo para que ella sea despedida, sino para descubrir secretos que se quedaron guardados en el pasado, a través de juego de botella: verdad o reto, por medio de canciones de los 90´s en español muy populares en aquella época en México. A través de flash backs y momentos en el presente mientras conviven en una casa de playa, ubicada en la calle de las Sirenas.